# چم نظامی
چم نظامی، روستایی از توابع بخش جولکی شهرستان آغاجاری در استان خوزستان ایران است.

## جمعیت
این روستا در دهستان آب باران قرار دارد و براساس سرشماری مرکز آمار ایران در سال ۱۳۹۰، جمعیت آن ۴۹ نفر (۱۵ خانوار) بوده‌است.